# Rhynchosia marcanii
Rhynchosia marcanii är en ärtväxtart som beskrevs av William Grant Craib. Rhynchosia marcanii ingår i släktet Rhynchosia och familjen ärtväxter. Inga underarter finns listade i Catalogue of Life.